# Szidóni Rajnald
Szidóni Rajnald (1130-as évek – 1202) vagy Grenier Rajnald, a szidóni uradalom hűbérura, a Jeruzsálemi Királyság hűbérese, a 12. század második felének befolyásos bárója a Szentföldön.

## Felemelkedése
Szidóni Gellért és Bures-i Ágnes fia, a hűbérbirtok első urának, Grenier Eusztáknak az unokája. Az országos politikai életbe akkor került be, amikor 1170-ben feleségül vette Courtenay Ágnes volt jeruzsálemi királynét. Ágnes első férje, Marasi Rajnald 1149-ben elhunyt, a második, Amalrik jeruzsálemi király még mint jaffai és aszkaloni gróf 1163-ban elvált tőle (két gyerekük született, Szibilla és Balduin, akik mindketten uralkodók lettek), a harmadik, Ibelin Hugó 1169/1171-ben halt meg. Runciman Türoszi Vilmosra hivatkozva azt állítja, hogy Rajnald is elvált Ágnestől, de erre más bizonyíték nincs.
Amalrik halálával 1174-ben kiskorú, leprás fia, IV. Balduin lett a király, Szidóni Rajnald pedig a király mostohaapja. A bárói nagytanácsnak és legfelsőbb bíróságnak, az Haute cournak régenst kellett kijelölnie, és Rajnald azok pártján állt, akik végül III. Tripoliszi Rajmundot, Amalrik első unokatestvérét s így Balduin nagyatyai nagybátyját választották meg Plancyi Miles ellenében.
Rajnald 1177-ben részt vett a montgisard-i csatában, 1179-ben viszont csapatával későn érkezett a Jákob gázlója menti ütközethez; Türoszi Vilmos szerint sok menekülő keresztény életét menthette volna meg, ha késésének hírét hallva nem fordul vissza Szidónba. Kivette a részét a birodalom védelméből, amikor Szaladin 1183-ban betört a keresztény területekre; ugyancsak Türoszi Vilmos tudósítása szerint itt kitüntette magát vitézségével. Ebben a hadjáratban néha a felesége is elkísérte, hogy ápolja egyre betegebb, de elszánt fiát, a királyt.
1183-ban az immár nagykorú Balduin, hogy megakadályozza nővére, Szibilla és így férje, Lusignan Guidó trónutódlását, még életében királlyá koronáztatta Szibilla kiskorú fiát, V. Balduint, akinek nem Guidó, hanem Szibilla első férje, Montferrati Vilmos volt az apja.
Courtenay Ágnes 1184 második felében meghalt, fia, IV. Balduin 1185 tavaszán követte a sírba. V. Balduin, akinek szintén Tripoliszi Rajmund lett a régense, 1186-ban szintén elhunyt. Rajmund és Szidóni Rajnald azok közé a bárók közé tartozott, akik megpróbálták megakadályozni Szibilla és Guidó trónra kerülését, de kudarcot vallottak.

## Rajmund és Guidó szembenállása
Az új király és a korábbi régens marakodása a birodalom biztonságát veszélyeztette. 1186 végén Szaladin, Egyiptom ura a Jeruzsálemi Királyság déli határát fenyegette, miután Guidó szövetségese és hűbérese, Chatillon Rajnald, Oultrejourdain vagyis a Jordánon túli terület ura a fegyverszünet ellenére megtámadott és lemészárolt egy muszlim karavánt. A Jeruzsálemből kiábrándult Rajmund a birtokában levő északi Tibériás helyőrségével együtt Szaladin szövetségese lett ebben a konfliktusban. Guidó Názáretnél gyűjtötte egybe seregét, és Tibériás ellen akart vonulni, de Ibelin Balian rábeszélte, hogy küldjön követséget Rajmundhoz Tripoliszba, hátha így össze tudja békíteni kettejüket, mielőtt Guidó botor módon megtámadná Szaladin sokkal nagyobb hadát. Az első követség kudarcot vallott, és a helyzet 1187 első hónapjaiban változatlan maradt. Húsvét után újabb követség indult Tripoliszba, amelynek Balian, Ridefort-i Gellért templomos nagymester, Roger de Moulins johannita nagymester, Szidóni Rajnald és Jósiás türoszi érsek voltak a tagjai. Útközben megálltak Balian nábluszi váránál, mert Balian ott akart tölteni egy-két napot, míg a többiek előremennek. Rajnald beaufort-i várában töltötte ezt az időt. Május 1-jén a továbbnyomuló templomosok és johanniták meggondolatlanul rátámadtak Szaladin egyik vezérének, Gökbörinek a cressoni forrásoknál, Názáret közelében portyázó különítményére, és Ridefort-i Gellértet kivéve majd egy szálig odavesztek. A katasztrófáról értesülve Tripoliszi Rajmund Baliannal és Rajnalddal együtt visszatért Jeruzsálembe.

## A hattíni csata
A Szaladin seregével való megütközésre 1187. július 14-én Hattínnál került sor. A keresztesek megsemmisítő vereséget szenvedtek, az utóvédet irányító Baliannak Rajmunddal, Courtenay Joscelinnel és ennek sógorával, Szidóni Rajnalddal sikerült kivágniuk magukat, és elmenekülniük a csatatérről. Balian és Rajnald Türoszba ment, ahol Rajnald rövid időre átvette a parancsnokságot a város fölött. Ernoul krónikája szerint éppen a megadásról tárgyalt Szaladinnal, amikor Montferrati Konrád megérkezett. Állítólag a szultán zászlait is kitűzte a falakra, de Konrád ledobálta őket. A dolog legalábbis kétséges: az arab krónikák nem említenek semmi ilyesmit, és később Rajnald és Konrád szövetségesek lettek. Rajnald valószínűleg beaufort-i várába távozott Türoszból (Hattín után Szidón is elesett), mint ahogy Rajmund is hazament Tripoliszba – a főuraknak gondoskodniuk kellett birtokuk védelméről. Rajnald 1188-ban már ismét Türoszban volt, ahol tanúsította Konrád egyik oklevelét.

## Egyezkedés Szaladinnal
1189-ben Rajnald tárgyalásokat kezdett Szaladinnal Beaufort feladásáról. Felajánlotta, hogy visszavonul Damaszkuszba, és áttér az iszlámra, de ez cselfogás volt: azért húzta az időt, hogy várát megerősíthesse. Egy ízben, tárgyalásról visszatérőben arabul felszólította az őrséget, hogy adja meg magát, franciául azonban kitartásra buzdította őket. Türoszi Vilmos krónikájának ófrancia folytatása szerint Szaladin a várkatonaság szeme láttára addig kínoztatta Rajnaldot, míg az emberei meg nem adták magukat, ám az erőd a valóságban nem ekkor került szaracén kézre. Rajnaldot Damaszkuszban börtönbe vetették, és Beaufort 1190. április 22-én nyitotta meg kapuit, ura szabadon bocsátása fejében.

## A harmadik keresztes hadjárat
Rajnald szabadulása után feleségül vette Helvist, Ibelin Balian és Komnéna Mária lányát, és fontos szerepet töltött be a harmadik keresztes hadjáratban. Támogatta Balian mostohalányának, Mária édeslányának, Izabellának elválasztását férjétől, IV. Toroni Henfridtől, hogy hozzáadhassák Montferrati Konrádhoz, kihíva ezzel az Itinerarium peregrinorum et gesta regis Ricardi krónika szerzőjének megvetését, aki minden hájjal megkent gazembernek nevezte Baliannal és másokkal együtt, Oroszlánszívű Richárd ugyanis Lusignan Guidó trónigényét támogatta, míg II. Fülöp Konrádét.
Rajnald muszlim tanítót fogadott, kitűnően beszélt arabul, élvezte a hitvitákat, s nyelvtudását diplomáciai küldetéseken is kamatoztatta. 1191–1192-ben Konrád nevében tárgyalt Szaladinnal, később pedig tevékeny részt vállalt az Oroszlánszívű Richárd és Szaladin közötti békekötésben. Szidónt Szaladin halála után, 1197-ben sikerült visszahódítani a muszlimoktól.

## Magánélete
A Lignages d’Outremer „igen csúf és nagyon okos” embernek nevezi Rajnaldot, Bahá ad-Dín ibn Saddád pedig „bölcs főként” említi. Azon kevés őshonos (poulain) báró közé tartozott, Tripoliszi Rajmunddal és IV. Toroni Henfriddel együtt, akik folyékonyan beszéltek arabul, ráadásul ő még az arab irodalmat is kitűnően ismerte. Jó kapcsolatban volt Szaladin öccsével, al-Ádillal: Henfrid egyszer rajtakapta, amint solymászni indult a herceggel. Mivel akkor egyikük még Konrád, másikuk Richárd nevében tárgyalt a szaracénokkal, Richárd tábora ezt nem nézte jó szemmel, krónikásai, akárcsak Tripoliszi Rajmundról, el is terjesztették róla, hogy áttért az iszlámra.
1190-es szabadulása után vette feleségül Ibelin Helvist, aki több mint negyven évvel fiatalabb volt nála. Három gyermekük született, legalábbis a Lignages d’Outremer szerint (a modern genealógia a két lányt inkább Courtenay Ágnesének tekinti):
- Ágnes, hozzáment Saint Omer-i Ralfhoz, Galilea fejedelméhez, Tripoliszi Rajmund mostohafiához
- Eufémia, hozzáment Ralf fivéréhez, Saint Omer-i Odóhoz
- Balian

Rajnald halála után, 1204-ben Helvis Montforti Guidó felesége lett.